# Tara Morgan
Pour les articles homonymes, voir Morgan.
Tara Morgan, née le 5 octobre 1991 à Dyer dans l'Indiana, est une actrice pornographique américaine.

## Biographie
Elle ne tourne que des scènes lesbiennes ou des scènes en solo.

## Filmographie partielle
Le nom du film est suivi du nom de ses partenaires lors des scènes pornographiques.
- 2014 : Lesbian Seductions: Older/Younger 49 avec Darla Crane
- 2014 : Women Seeking Women 108 avec Nicole Moore
- 2014 : Mother-Daughter Exchange Club 35 avec Mindi Mink (scène 2) ; Raquel Sieb et Staci Carr (sc3)
- 2014 : Mother-Daughter Exchange Club 36 avec RayVeness
- 2015 : Mother-Daughter Exchange Club 38 avec Nicky Ferrari
- 2015 : Mother-Daughter Exchange Club 39 avec Mercedes Carrera
- 2015 : Road Queen 32 avec Shyla Jennings
- 2015 : Road Queen 33 avec Scarlet Red
- 2015 : Wet for Women 2 avec Vanessa Veracruz
- 2016 : Here Comes the Bride avec Ryan Ryans
- 2016 : Moms Lick Teens 4 avec RayVeness
- 2017 : Bad Bikini Sluts avec Alix Lynx
- 2017 : Big Boob Love avec Dava Foxx
- 2018 : Mindi Mink and Her Girlfriends (compilation) avec Mindi Mink